# Dolors Puig i Gasol
Dolors Puig i Gasol (català: Dolors Puig Gasol)  (Terrassa, 25 de maig de 1951) és una política i enginyera tècnica catalana, diputada al Congrés dels Diputats en la VIII i IX Legislatures.

## Biografia
Titulada en Enginyeria Química, durant 22 anys ha estat professora de la Universitat Politècnica de Catalunya en el departament d'Enginyeria Química. Va ser regidora d'Universitats de Terrassa (1995-1999) i a les eleccions municipals espanyoles de 1999 fou escollida regidora d'Educació, de Promoció econòmica i d'Universitats i tinenta d'alcaldia de Terrassa pel Partit dels Socialistes de Catalunya (1999-2004). Va ser vocal a l'Executiva Nacional del PSC (2004-2008).
Ha estat escollida diputada per la província de Barcelona a les eleccions generals espanyoles de 2004 i 2008. Al Congrés dels Diputats ha estat vicepresidenta segona de la Comissió de Ciència i Innovació i vocal de les Comissions de Foment i de Cooperació Internacional per al Desenvolupament. En 2011 va decidir no presentar-se a la reelecció i va tornar a la seva feina a la Universitat.